# Lúcio Lara
Lúcio Lara (* 9. April 1929 in Nova Lisboa; † 27. Februar 2016 in Luanda) – in Angola auch Tchiweka genannt, vollständiger Name Lúcio Rodrigo Leite Barreto de Lara – war ein angolanischer Politiker und einer der Gründer des MPLA. Als Sohn eines portugiesischen Vaters und einer angolanischen Mutter studierte er in Lissabon und Coimbra. Er arbeitete später als Mathematik-, Physik- und Chemielehrer in Portugal und Guinea. 1955 heiratete er Ruth Pflüger, die einer jüdischen Familie angehörte, die aus Deutschland vor den Nationalsozialisten nach Portugal geflohen war. Von den 1950er Jahren an engagierte Lara sich für die Unabhängigkeit Angolas, war ein enger Vertrauter Agostinho Netos und wurde 1961 Generalsekretär des MPLA; er spielte eine zentrale Rolle beim Unabhängigkeitskrieg in Angola (1961–74) und während des Entkolonisierungskonfliks (1974/75). Anfang der 1960er Jahre baute er von seiner Basis nahe Brazzaville ein Bildungsprogramm auf, um auf die Unabhängigkeit Angolas vorbereitet zu sein. Er gilt auch als Gründer der Pionierorganisation von Angola. 1965 kam er mit Che Guevara in Brazzaville zusammen, wo er ihn um kubanische Militärausbilder für den Guerillakampf bat, die vier Monate später eintrafen.
Nach dem Fall der Salazar-Diktatur in Portugal führte er am 4. November 1974 die erste Delegation der MPLA in Luanda an, deren Ankunft von einer großen Menschenmenge gefeiert wurde.
Am 10. September 1979, dem Tag des Todes von Agostinho Neto, war Lara das höchste Mitglied des Politbüros und Vizepräsident der MPLA. Damit übernahm er die Funktionen des Präsidenten der Partei und damit des Präsidenten der Volksrepublik Angola. Er berief den 2. MPLA-Kongress am 11. September 1979 ein und warb für die Wahl von José Eduardo dos Santos, die am 20. September desselben Jahres stattfand. Lara lehnte alle Vorschläge, ihn selbst zu wählen, ab.
In den 1980er Jahren zog Lara sich aus gesundheitlichen Gründen aus der Politik zurück. Sein umfangreiches Privatarchiv wird schrittweise von seiner Tochter Wanda veröffentlicht und ist zu einer zentralen Quelle für die angolanische Geschichtsschreibung über die 1950er bis 1970er Jahre geworden.